# Belontie
Belontie (Belontia) je rod labyrintních paprskoploutvých ryb z čeledi guramovití (Osphronemidae). Především ve starší literatuře se pro tento rod používá české jméno rájovec, ale to je jméno nejednoznačné, používané pro více rodů. Rod se vyskytuje v jižní a jihovýchodní Asii a zahrnuje pouze dva druhy, belontii Hasseltovu (Belontia hasselti) a belontii cejlonskou (Belontia signata).

## Taxonomie
Rod Belontia zahrnuje dva druhy:
- belontie Hasseltova (Belontia hasselti)
- belontie cejlonská (Belontia signata)

Typovým druhem rodu je belontie Hasseltova (poprvé popsána jako Polycanthus hasselti.